# Câu lạc bộ bóng đá Muangthong United
Câu lạc bộ bóng đá Muangthong United là một câu lạc bộ bóng đá có trụ sở ở Muang Thong Thani, tỉnh Nonthaburi, Thái Lan. CLB đang chơi ở Thai League 1. Muangthong United bắt đầu thi đấu ở Thai League từ năm 2009 sau khi vô địch Giải hạng nhất Thái Lan năm 2008.
Muangthong United là một trong những câu lạc bộ bóng đá giàu nhất Thái Lan. Câu lạc bộ được biết đến rộng rãi với biệt danh là The Kirins hoặc The Twin Qilins. Thành tích tốt nhất của đội là 4 lần vô địch Thai League, 3 lần đăng quang Cúp FA Thái Lan, 2 cúp Liên đoàn Thái Lan và 1 Siêu cúp Thái Lan.

## Lịch sử

### Sơ khai
Được thành lập vào năm 1989, tên đăng ký với Hiệp hội bóng đá Thái Lan là "Trường Nongyok Pittayanusorn". Ngay cả trong một trận đấu bóng đá. Giải Thái Lan Hạng Một mùa 2002-2003 Trường Nongjok Pittayanusorn được thay đổi tên. "Black Pearl Club Nong Chok" bởi Veer Mussikpong, một cựu chính trị gia làm chủ tịch đội". Nhưng ông giữ đội bóng chỉ có một mùa.

### Mùa giải 2003-2004
Mùa giải tiếp theo của giải đấu giải bóng đá ngoại hạng Thái Lan 2003 - 2004, đội đã được đổi tên lại để gia nhập giải. Somsak Sangchawanich làm chủ tịch đội. Nhưng năm đó đội đã đá rất tồi tệ. Cuối cùng, đội đã phải xuống chơi tại cúp Hoàng Gia Ngor mùa giải 2004-2005, trở về tên ban đầu. Trường Nongjok Pittayanusorn. Nhưng đội đã không thành công như nó hy vọng.
Hiệp hội bóng đá Thái Lan muốn nâng cao uy tín và chất lượng của hệ thống giải bóng đá Thái Lan nên họ đã thành lập giải hạng 2, đưa các đội từ cúp Hoàng Gia cùng nhau tham dự giải đấu trong một mùa giải mà Nongjok Pittayanusorn đủ điều kiện thi đấu. Và đó là giải đấu thứ hai của đội. Muang Thong Nongchok United có chủ tịch là Ravi Thong.

### Bắt đầu thành công
Bắt đầu từ năm 2007, đội bóng đã sử dụng một huấn luyện viên đúng chuẩn, Nopporn Srithamrung, để lãnh đội. Năm đó, Câu lạc bộ bóng đá Muangthong United đã nằm top hai đội đầu tiên của giải đấu và đủ điều kiện để chơi tại ngoại hạng Thái năm 2008. Trong năm tiếp theo, huấn luyện viên như là Surasak Tung Surin đã dẫn dắt đội để giành chiến thắng. Tạm biệt giải hạng 2. Và Lên chơi Giải Ngoại hạng Thái Lan 2009 (giải được tổ chức lần thứ 13)
Giải Ngoại hạng Thái Lan 2009, lần đầu tiên của đội Muang Thong United FC thi đấu giải đấu cao nhất của đất nước. Từ khi thành lập câu lạc bộ cách đây 20 năm, Câu lạc bộ bóng đá Muangthong United có lịch sử là đội bóng đầu tiên giành chức vô địch giải bóng đá Thái Lan từ khi lên hạng, Các Sư đoàn (biệt danh của đội) nằm trong top bảng xếp hạng trong vòng 3 năm.2017

### Mùa giải 2010
Trong năm 2010, Attaphol Buspakom đã bị sa thải sau một chuỗi kết quả không thành công, và được thay thế bởi René Desaeyere (người Bỉ), ký hợp đồng huấn luyện Muangthong trong hai mùa giải. Dưới sự huấn luyện của ông, Muangthong giành quyền tham dự vòng play-off AFC Champions League 2010. Họ đánh bại SHB Đà Nẵng từ Việt Nam 3-0 nhưng thua Singapore Armed Forces sau loạt sút luân lưu khi trận đấu kết thúc với tỷ số hòa 1-1. Kết quả này chuyển đội xuống chơi tại Cúp AFC 2010. Họ đã tới vòng bán kết nhưng thua Al-Ittihad từ Syria 2-1. Trong giải Ngoại hạng Thái Lan năm 2010, họ chỉ thua 3 trận trong 30 trận và có 7 trận hòa, đủ để giành chức vô địch lần thứ hai. Dagno Siaka là cầu thủ ghi bàn hàng đầu của câu lạc bộ trong năm 2010 với 15 bàn thắng.

### Mùa giải 2011
Vào đầu mùa giải Muangthong United đã ký hợp đồng với cựu cầu thủ Liverpool Robbie Fowler với một hợp đồng một năm. Muangthong United tham gia vào vòng đấu bảng AFC Champions League năm 2011. Họ thi đấu với Sriwijaya FC nhưng đã bị phạt sau khi trận đấu kết thúc với tỉ số hòa 2-2. Họ cũng đủ điều kiện chơi cho Cúp AFC 2011, đứng đầu trong vòng bảng của giải đấu. Trong trận đầu tiên của vòng 16, họ đánh bại Al Ahed từ Liban 4-0 nhưng đã thua Kuwait SC trong vòng tứ kết vòng 1-0. Sau khi giải đấu kết thúc, Henrique Calisto, huấn luyện viên của câu lạc bộ, đã bị sa thải và Fowler đã tiếp nhận vai trò cầu thủ / huấn luyện viên của Muangthong United. Trong năm 2011 ở giải Ngoại hạng Thái Lan Muangthong United kết thúc mùa giải ở vị trí thứ ba. Trong mùa giải 2010-11 và Teerasil Dangda là cầu thủ ghi bàn hàng đầu cho câu lạc bộ vào mùa giải 2011 với 13 bàn thắng.

### Mùa giải 2012

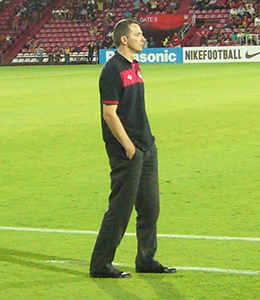
In 2012, Slaviša Jokanović trở thành HLV đầu tiên trong lịch sử Thai League dẫn dắt một đội vô địch giải đấu với thành tích bất bại

Sau khi hợp đồng của Fowler hết hạn, Muangthong United đã ký hợp đồng với HLV Slaviša Jokanović của Serbia. Trong giai đoạn tiền mùa giải, Muangthong United đã ký hợp đồng với nhiều cầu thủ nổi tiếng như Mario Gjurovski, Ri Kwang-Chon, Adnan Barakat, Mongkol Namnuad, và cầu thủ trẻ đăng quang là cầu thủ trẻ hay nhất Thái Lan, v.v.
Trong mùa giải này, câu lạc bộ đã không chơi ở AFC Champions League hoặc AFC Cup. Do đó, đội đã cố gắng thể hiện những gì tốt nhất ở Cúp Liên đoàn Thái Lan 2012, nhưng họ đã thua TOT 3-4 và ở Cúp FA Thái Lan 2012, họ đã thua Army United 3-2, nhưng họ có thể vô địch Giải Ngoại hạng Thái Lan 2012 lần thứ ba trong lịch sử câu lạc bộ và Muangthong United trở thành đội đầu tiên ở Thai Premier League đi đến mùa giải bất bại sau 34 trận. Vào năm 2012, Muangthong đã chính thức vô địch Thai League và kết thúc chuỗi trận bất bại kéo dài cả mùa giải bằng một chiến thắng vang dội, và Teerasil cũng đã ghi được bốn bàn thắng trong một trận đấu, 8-1 trước BBCU vào ngày 18 tháng 10. Mười ngày sau, anh ghi bàn trong trận hòa 2 trận đấu với BEC Tero, một bàn thắng giúp Muangthong vô địch, đưa số bàn thắng của anh lên 24 bàn và phá kỷ lục trước đó của Ronnachai Sayomchai vào năm 1998 (23 bàn).
Sau màn trình diễn ấn tượng trong mùa giải, Teerasil được hai đội La Liga Atlético Madrid và Getafe mời thử việc, nhưng trước đây là đối tác của Muangthong, anh đã tới Atlético Madrid vào tháng 1 năm 2013; anh cũng đã thu hút sự quan tâm của Trabzonspor vào tháng 6.

### Mùa giải 2016
Không giành được bất kỳ danh hiệu nào trong ba mùa liên tiếp sau đó, câu lạc bộ bắt đầu một chiến dịch mang tên "Dream Team" và ký hợp đồng với nhiều cầu thủ nổi tiếng của đội tuyển quốc gia Thái Lan như Peerapat Notchaiya, Theerathon Bunmathan, Adisak Kraisorn, Tanaboon Kesarat, Chanathip Songkrasin, Tristan Do, Adisorn Promrak và các cầu thủ ngoại như Xisco. Họ cũng đã đưa Totchtawan Sripan, một trong những huyền thoại bóng đá Thái Lan, làm huấn luyện viên trưởng mới. Tất cả điều này dẫn đến việc Muangthong United giành cú đúp danh hiệu, khi họ trở thành nhà vô địch của Thai League 1 và League Cup.
Mùa giải 2019
Trong giai đoạn lượt đi, mặc dù ký những bản hợp chất lượng như Đặng Văn Lâm, Aung Thu, Oh Ban-suk, Mario Gjurovski,...và có hàng loạt tuyển thủ quốc gia như Teerasil Dangda, Adisorn Promrak, Sarach Yooyen, Adisak Kraisorn. Nhưng sau 12 trận đấu, họ chỉ thắng 2, hòa 2, thua 8 và nằm ở vị trí cuối cùng trên bảng xếp hạng Thai League 2019 chỉ vỏn vẹn 8 điểm.

## Cổ động viên

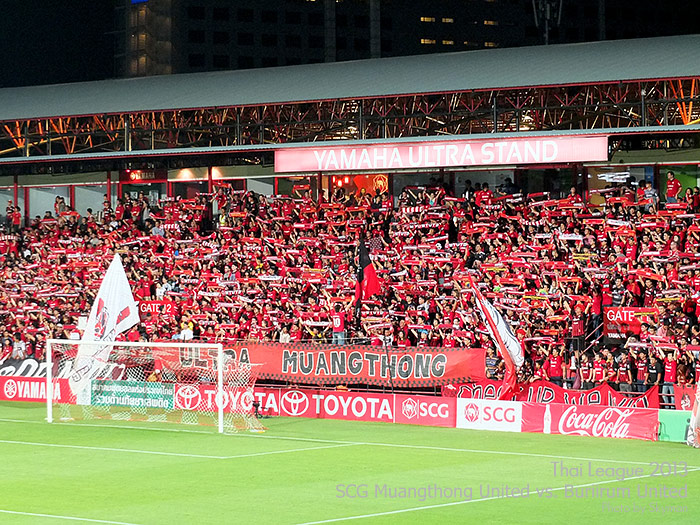
Ultra Muangthong, lực lượng fan trung thành của Muangthong United năm 2013

Muangthong United chơi các trận đấu trên sân nhà của họ tại Sân vận động SCG, ban đầu được thiết kế cho khoảng 5.000 khán giả. Sân vận động, không giống như hầu hết các sân vận động ở Thái Lan, không có đường chạy. Do sự thành công của câu lạc bộ và số lượng khán giả ngày càng tăng, sân vận động được xây dựng với các ống thép với 15.000 chỗ ngồi trong mùa giải 2008. Sau khi kết thúc mùa giải 2009, một kế hoạch mở rộng sân vận động đã được hình thành. Vì sân vận động ban đầu chỉ được thiết kế cho sức chứa khoảng 15.000 khán giả, việc mở rộng đã tăng sức chứa lên 25.000. Đây cũng là một trong số ít sân vận động ở Thái Lan có khu vực VIP.
Câu lạc bộ quản lý để phát triển một lượng fan hâm mộ rất lớn trong một thời gian ngắn. Ở các trận đấu sân khách, người hâm mộ được đại diện rất nhiều mot. Các trận đấu với Chon và Bangkok Glass là một trong những điểm nổi bật của mùa giải. Kỷ lục tham dự mới năm 2009 cho giải đấu này có thể được thiết lập trong mùa giải. Đối với các trận đấu với Chon và Bangkok Glass, thậm chí còn có lần bán vé đầu tiên. Điều này sẽ làm chậm sự vội vàng dự kiến cho vé. Đối với bóng đá ở Thái Lan, đây là một điều mới lạ. Cốt lõi của người hâm mộ Muangthong bao gồm Ultra Muangthong. Họ cũng là những người đầu tiên mang phong trào Ultra trong các giai đoạn của Thái Lan. Các biểu ngữ lớn, cờ và giá đỡ đôi đặc trưng cho Người hâm mộ, cũng như một "Pre-Inger" với megaphones.
Môi trường của tổ chức được coi là cực kỳ chuyên nghiệp. Người mới đến Thai Premier League là đội bóng hàng đầu trước đây về mặt tiếp thị và hàng hóa trong khi không có gì và thậm chí còn ở đó để vượt qua anh ta. Chủ sở hữu của câu lạc bộ, Siam Sports Syndicate, đây là một trong những công ty truyền thông lớn nhất trong môn thể thao của Thái Lan. Do đó, công ty là nhà tài trợ cho FA Cup Thái Lan năm 2009 và cũng có quyền phát sóng trực tiếp giải Ngoại hạng Thái Lan.

## Kình địch
Muangthong United có sự kình địch với Buriram United, Port, Chonburi, với đội mà họ thi đấu trong các trận Clasico Thái Lan và TOT SC, đội mà họ thi đấu trong trận derby Chaeng Watthana.
Cuộc cạnh tranh với Port bắt nguồn từ vụ giẫm đạp tại Cúp Hoàng gia Kor khi Port bị tịch thu do bạo loạn đám đông vào năm 2009. Người hâm mộ Muangthong United và người hâm mộ Port đã nổi loạn với cuộc nổi loạn vũ trang tại đường cao tốc Udon Ratthaya ở khu vực đường cao tốc Pak Kret đi ra để khắc phục vấn đề. Năm 2016, người hâm mộ của 2 đội bóng này đã gây náo loạn một lần nữa trong cùng khu vực sự kiện này khiến Liên đoàn bóng đá Thái Lan phải đưa ra các biện pháp cho một cái gì đó để giải quyết vấn đề này.
Sự cạnh tranh với Buriram United phát sinh từ nhiều lần hai đội, cũng như Buriram United là đại diện cho những người dân quê và Muangthong United là đại diện cho dân thành thị, Trong hai bên, hai đội này đại diện cho hai đảng chính trị khác nhau ở Thái Lan đã gửi thành viên của họ để bầu cho chủ tịch Liên đoàn bóng đá Thái Lan, đã chiến đấu cho danh hiệu Thai League 1, trận đấu này đã được biết đến như một trong những trận đấu hay nhất của Thái Lan trong lịch sử.

## Sân vận động

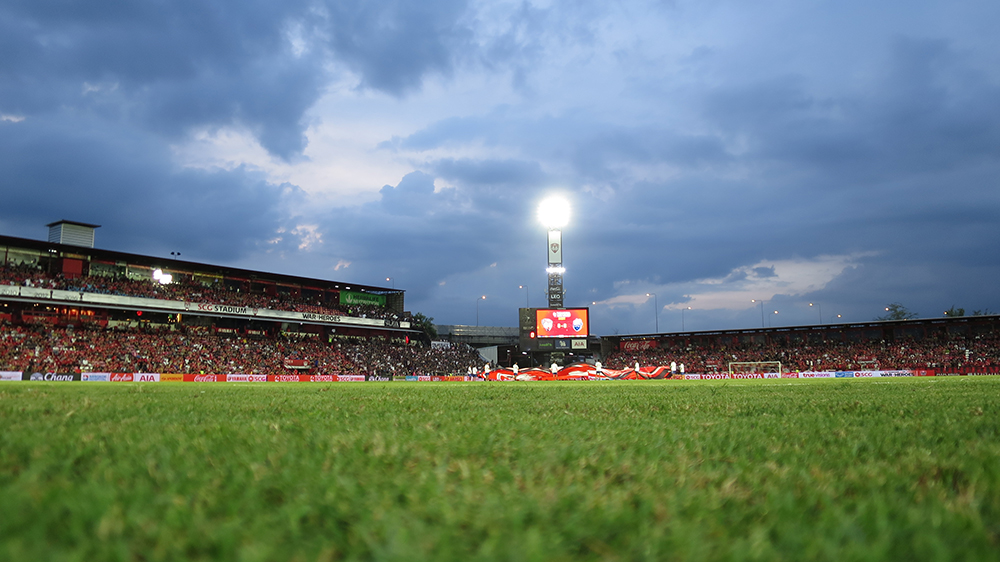
Sân vận động Thunderdome

Sân vận động Thunderdome là một sân vận động bóng đá nằm ở Nonthaburi, Thái Lan và là sân nhà của đội bóng của Thai League 1, Muangthong United. Sân vận động Thunderdome là sân vận động dành riêng cho bóng đá đầu tiên ở Thái Lan, trong khi Sân vận động PAT và Sân vận động TOT Chaeng Watthana được xây dựng mà không hoạt động bao gồm các sân vận động cũ khác, tất cả đều được coi là sân vận động đa năng. Sân vận động từng có sức chứa tới 20.000 khán giả nhưng số lượng đã giảm sau khi cải tạo bằng cách lấp đầy ghế nên sân vận động hiện tại chỉ có sức chứa 15.000 người.

## Cầu thủ

### Đội hình hiện tại
Ghi chú: Quốc kỳ chỉ đội tuyển quốc gia được xác định rõ trong điều lệ tư cách FIFA. Các cầu thủ có thể giữ hơn một quốc tịch ngoài FIFA.
| Số | VT | Quốc gia  | Cầu thủ           |
| -- | -- | --------- | ----------------- |
| 1  | TM | Áo        | Armin Gremsl      |
| 3  | HV | Thái Lan  | Chatchai Saengdao |
| 6  | HV | Nigeria   | Nelson Orji       |
| 7  | TĐ | Brasil    | Willian Popp      |
| 8  | TV | Singapore | Jacob Mahler      |
| 9  | TĐ | Uganda    | Melvyn Lorenzen   |
| 11 | TĐ | Thụy Điển | Emil Roback       |
| 14 | TV | Thái Lan  | Sorawit Panthong  |
| 18 | TĐ | Thái Lan  | Korawich Tasa     |
| 19 | HV | Thái Lan  | Tristan Do        |

| Số | VT | Quốc gia    | Cầu thủ                  |
| -- | -- | ----------- | ------------------------ |
| 20 | HV | Philippines | John-Patrick Strauß      |
| 21 | TV | Thái Lan    | Purachet Thodsanit       |
| 24 | TV | Thái Lan    | Wongsakorn Chaikultewin  |
| 25 | TM | Thái Lan    | Soponwit Rakyart         |
| 29 | HV | Thái Lan    | Songwut Kraikruan        |
| 30 | TM | Thái Lan    | Peerapong Ruennin        |
| 31 | TM | Thái Lan    | Kanapod Kadee            |
| 33 | TV | Thái Lan    | Theerapat Nanthakowat    |
| 34 | TV | Thái Lan    | Kakana Khamyok           |
| 36 | TV | Thái Lan    | Piyanut Thodsanit        |
| 37 | TV | Thái Lan    | Picha Autra (Đội trưởng) |
| 40 | TV | Thái Lan    | Kasidech Wettayawong     |

Note 1: The official club website lists the supporters as player 12th man.

### Cầu thủ được cho mượn
Ghi chú: Quốc kỳ chỉ đội tuyển quốc gia được xác định rõ trong điều lệ tư cách FIFA. Các cầu thủ có thể giữ hơn một quốc tịch ngoài FIFA.
| Số | VT | Quốc gia | Cầu thủ                                      |
| -- | -- | -------- | -------------------------------------------- |
| —  | TĐ | Thái Lan | Poramet Arjvirai (at Júbilo Iwata)           |
| —  | TV | Thái Lan | Nitisak Anulun (at Assumption United)        |
| —  | TĐ | Thái Lan | Sarayut Yoosuebchur (at Kasetsart)           |
| —  | HV | Thái Lan | Chayapol Supma (at Kasetsart)                |
| —  | HV | Thái Lan | Natthawat Thobansong (at Trat)               |
| —  | HV | Thái Lan | Theerapat Laohabut (at Nakhon Pathom United) |

| Số | VT | Quốc gia  | Cầu thủ                                  |
| -- | -- | --------- | ---------------------------------------- |
| —  | TM | Thái Lan  | Korrakot Pipatnadda (at Rayong)          |
| —  | TV | Thái Lan  | Jessadakorn Noysri (at Rayong)           |
| —  | TĐ | Indonesia | Ronaldo Kwateh (at Mahasarakham SBT)     |
| —  | HV | Thái Lan  | Sathaporn Daengsee (at Mahasarakham SBT) |